# Le Pègue
Le Pègue este o comună în departamentul Drôme din sud-estul Franței. În 2009 avea o populație de 391 de locuitori.

## Evoluția populației
| An        | 1975 | 1982 | 1990 | 1999 | 2006 | 2009 |
| --------- | ---- | ---- | ---- | ---- | ---- | ---- |
| Populație | 214  | 305  | 369  | 373  | 375  | 391  |